# Xã Liberty, Quận Carroll, Arkansas
Xã Liberty (tiếng Anh: Liberty Township) là một xã thuộc quận Carroll, tiểu bang Arkansas, Hoa Kỳ. Năm 2010, dân số của xã này là 158 người.